# Lista över fornlämningar i Sigtuna kommun (Sankt Olof)
Lista över fornlämningar i Sigtuna kommun (Sankt Olof) är en förteckning av ett urval av de fornlämningar som finns i Sankt Olof i Sigtuna kommun.
| Namn                        | Lämningstyp  | Tillkomsttid | Historisk indelning | Plats | Läge                 | ID-nr          | Bild                                      |
| --------------------------- | ------------ | ------------ | ------------------- | ----- | -------------------- | -------------- | ----------------------------------------- |
| Sigtuna 68:1                | Runristning  |              | Sankt Olof, Uppland |       | 59.626038, 17.738596 | 10008000680001 | Ladda upp en till bild av detta fornminne |
| Sigtuna 69:1                | Gravfält     |              | Sankt Olof, Uppland |       | 59.621603, 17.752176 | 10008000690001 | Ladda upp en bild av detta fornminne      |
| Sigtuna 70:1                | Gravfält     |              | Sankt Olof, Uppland |       | 59.623166, 17.751793 | 10008000700001 | Ladda upp en bild av detta fornminne      |
| Sigtuna 72:1                | Gravfält     |              | Sankt Olof, Uppland |       | 59.624794, 17.750937 | 10008000720001 | Ladda upp en bild av detta fornminne      |
| Sigtuna 72:2                | Runristning  |              | Sankt Olof, Uppland |       | 59.624697, 17.751024 | 10008000720002 | Ladda upp en bild av detta fornminne      |
| Sigtuna 74:1                | Gravfält     |              | Sankt Olof, Uppland |       | 59.625081, 17.752601 | 10008000740001 | Ladda upp en bild av detta fornminne      |
| Sigtuna 75:1                | Runristning  |              | Sankt Olof, Uppland |       | 59.624812, 17.747772 | 10008000750001 | Ladda upp en bild av detta fornminne      |
| Sigtuna 79:1                | Stensättning |              | Sankt Olof, Uppland |       | 59.627232, 17.746227 | 10008000790001 | Ladda upp en bild av detta fornminne      |
| Sigtuna 82:1                | Gravfält     |              | Sankt Olof, Uppland |       | 59.628224, 17.771592 | 10008000820001 | Ladda upp en bild av detta fornminne      |
| Sigtuna 87:1                | Stensättning |              | Sankt Olof, Uppland |       | 59.622250, 17.781885 | 10008000870001 | Ladda upp en bild av detta fornminne      |
| Viby kloster (Sigtuna 91:1) | Kloster      |              | Sankt Olof, Uppland |       | 59.633884, 17.733067 | 10008000910001 | Ladda upp en bild av detta fornminne      |
| Sigtuna 93:1                | Röse         |              | Sankt Olof, Uppland |       | 59.611573, 17.738583 | 10008000930001 | Ladda upp en bild av detta fornminne      |
| Sigtuna 94:1                | Hög          |              | Sankt Olof, Uppland |       | 59.613690, 17.740464 | 10008000940001 | Ladda upp en bild av detta fornminne      |
| Sigtuna 97:1                | Gravfält     |              | Sankt Olof, Uppland |       | 59.638900, 17.726383 | 10008000970001 | Ladda upp en bild av detta fornminne      |
| Sigtuna 125:1               | Stensättning |              | Sankt Olof, Uppland |       | 59.626296, 17.760479 | 10008001250001 | Ladda upp en bild av detta fornminne      |
| Sigtuna 126:1               | Röse         |              | Sankt Olof, Uppland |       | 59.627947, 17.765158 | 10008001260001 | Ladda upp en bild av detta fornminne      |
| Sigtuna 127:1               | Gravfält     |              | Sankt Olof, Uppland |       | 59.625441, 17.772282 | 10008001270001 | Ladda upp en bild av detta fornminne      |
| Sigtuna 131:1               | Stensättning |              | Sankt Olof, Uppland |       | 59.599236, 17.766515 | 10008001310001 | Ladda upp en bild av detta fornminne      |
| Sigtuna 132:1               | Stensättning |              | Sankt Olof, Uppland |       | 59.595521, 17.769658 | 10008001320001 | Ladda upp en bild av detta fornminne      |
| Sigtuna 137:1               | Stensättning |              | Sankt Olof, Uppland |       | 59.649419, 17.706226 | 10008001370001 | Ladda upp en bild av detta fornminne      |
| Sigtuna 137:2               | Stensättning |              | Sankt Olof, Uppland |       | 59.649500, 17.706314 | 10008001370002 | Ladda upp en bild av detta fornminne      |
| Sigtuna 138:1               | Gravfält     |              | Sankt Olof, Uppland |       | 59.652629, 17.734675 | 10008001380001 | Ladda upp en bild av detta fornminne      |
| Sigtuna 140:1               | Stensättning |              | Sankt Olof, Uppland |       | 59.648696, 17.708067 | 10008001400001 | Ladda upp en bild av detta fornminne      |
| Sigtuna 141:1               | Gravfält     |              | Sankt Olof, Uppland |       | 59.648148, 17.709571 | 10008001410001 | Ladda upp en bild av detta fornminne      |
| Sigtuna 180:1               | Gravfält     |              | Sankt Olof, Uppland |       | 59.623406, 17.747575 | 10008001800001 | Ladda upp en bild av detta fornminne      |
| Sigtuna 181:1               | Gravfält     |              | Sankt Olof, Uppland |       | 59.638090, 17.724609 | 10008001810001 | Ladda upp en bild av detta fornminne      |
| Sigtuna 207:1               | Stensättning |              | Sankt Olof, Uppland |       | 59.633388, 17.691381 | 10008002070001 | Ladda upp en bild av detta fornminne      |
| Sigtuna 221:1               | Gravfält     |              | Sankt Olof, Uppland |       | 59.624288, 17.784182 | 10008002210001 | Ladda upp en bild av detta fornminne      |